# Abrucena
Abrucena község Spanyolországban, Almería tartományban. Lakosainak száma 1235 fő (2024).

## Földrajza
Abrucena Abla, Beires, Fondón, Laujar de Andarax, Ohanes és Fiñana községekkel határos.

## Népesség
A település lakosságának változását az alábbi diagram mutatja:
| Lakosok száma | 1437 | 1386 | 1339 | 1341 | 1391 | 1262 | 1208 | 1202 | 1208 | 1235 |
|               | 2001 | 2004 | 2006 | 2009 | 2011 | 2014 | 2016 | 2019 | 2021 | 2024 |